# طبل را آهسته بزن (فیلم)
طبل را آهسته بزن (به انگلیسی: Bang the Drum Slowly) فیلمی محصول سال ۱۹۷۳ به کارگردانی جان دی هنکاک است. در این فیلم بازیگرانی همچون مایکل موریارتی، رابرت دنیرو، وینسنت گاردنیا، هدر مک‌ری، آن ودجورث، تام لیگن، دنی آیلو، سلما دیاموند و باربارا بابکوک ایفای نقش کرده‌اند.

## داستان
هنری ویگن، پرتاب‌کننده‌ی ستاره‌ی تیم نیویورک ماموتس، یک تیم بیسبال خیالی در لیگ برتر است. او بازیکن ارزشمندی برای مدیرش داچ است، اما با مالک تیم اختلاف دارد و برای قرارداد جدید و پول بیشتر تلاش می‌کند. هنری یک شغل جانبی به عنوان فروشنده‌ی بیمه دارد که برای شرکت آرکتوروس کار می‌کند و بازیکنان باشگاه مشتریان او هستند. دوست هنری، بروس پیرسون، دریافت کننده تیم، بازیکنی با مهارتیاست. هم‌تیمی‌هایش هنری را با لقب «نویسنده» صدا می‌زنند، زیرا هنری کتابی نوشته است.